# Grønlandsindtryk
|  | Denne artikel er oprettet af botten Steenthbot ud fra en ekstern database. Den kan derfor have sproglige fejl eller mangler. Denne skabelon kan fjernes efter kontrol af indholdet. |

Grønlandsindtryk er en dansk dokumentarisk optagelse fra 1950.

## Handling
Flotte farveoptagelser fra den grønlandske natur og hverdagsliv. Fuglefangst, ringmærkning af ravneunger, opsamling af singels sten, torske- og sildefiskeri, rejefangst, drenge spiller fodbold, tørveskæring, hvalfangst, dansemik og marmorbrydning.